# Poecilopsis metis
Poecilopsis metis là một loài bướm đêm trong họ Geometridae.